# Крайтон-Стюарт, Джон, 2-й маркиз Бьют
Джон Крайтон-Стюарт, 2-й маркиз Бьют (англ. John Crichton-Stuart, 2th Marquess of Bute; 10 августа 1793 — 18 марта 1848) — богатый британский аристократ, землевладелец и промышленник. Он носил титул учтивости — лорд Маунт-Стюарт с 1794 по 1814 год. Он развивал угольную и железную промышленность в Южном Уэльсе и построил Кардиффские доки.
Отец Бьюта, Джон Стюарт, лорд Маунт-Стюарт (1767—1794), умер через несколько месяцев после своего рождения, и в детстве его воспитывала сначала его мать, бывшая леди Элизабет Пенелопа Макдуал-Крайтон (1772—1792), а позже его дед по отцовской линии, Джон Стюарт, 1-й маркиз Бьют (1744—1814). Он много путешествовал по Европе, прежде чем посетить Кембриджский университет. У него началось заболевание глаз и он оставался частично зрячим до конца своей жизни. Унаследовав большие поместья по всей Британии, он женился на своей первой жене, леди Мэри Норт, в 1818 году, и вместе они жили относительно уединенной жизнью в Маунт-Стюарт-хаусе в Шотландии, одном из четырёх мест, где жил Бьют. Маркиз Бьют был суров, но трудолюбив и обладал талантом к землеустройству. Он сосредоточил свой распорядок дня на обширной переписке с управляющими имуществом, раз в два года совершая поездки по своим землям по стране. Пара не зачала детей, и Мэри скончалась в 1841 году. Через четыре года Бьют снова женился на леди Софии Роудон-Гастингс, и в 1847 году она родила единственного ребёнка Бьюта, Джона.
Джон Крайтон-Стюарт, 2-й маркиз Бьют, был членом Палаты лордов и контролировал голоса нескольких членов Палаты общин. Он был политическим и религиозным консерватором, последователем герцога Веллингтона, но редко принимал участие в национальных дебатах, если не были затронуты его собственные коммерческие интересы. С самого начала маркиз Бьют осознал огромное богатство угольных месторождений Южного Уэльса и приступил к их коммерческой эксплуатации через местных металлургов и угольщиков. Он построил Кардиффские доки — крупный проект, который, несмотря на чрезмерный бюджет, позволил продолжить экспорт железа и угля и увеличил стоимость его земель в Гламорганшире. Когда во время Мертирского восстания 1831 года вспыхнуло насилие, маркиз Бьют возглавил правительственный ответ из Кардиффского замка, направив военные силы и своих шпионов, постоянно информируя правительство. Современная пресса восхваляла маркиза как «создателя современного Кардиффа», а после его смерти он оставил огромное богатство своему единственному сыну.

## Предыстория и личная жизнь
Маркиз Бьют был сыном Джона Стюарта, лорда Маунт-Стюарта, и леди Элизабет Пенелопы Макдугалл-Крайтон . Оба его родителя были из богатых аристократических семей. Его отец должен был стать маркизом Бьют, с обширными земельными владениями в Шотландии и в Южном Уэльсе, а его мать была единственной наследницей поместья семьи Крайтон с более чем 63 980 акрами (25 890 га) земли в Шотландии. Отец лорда Бьюта погиб в результате несчастного случая во время верховой езды в феврале 1794 года, оставив Элизабет родить младшего брата Бьюта, Патрика Стюарта, позже в том же году.

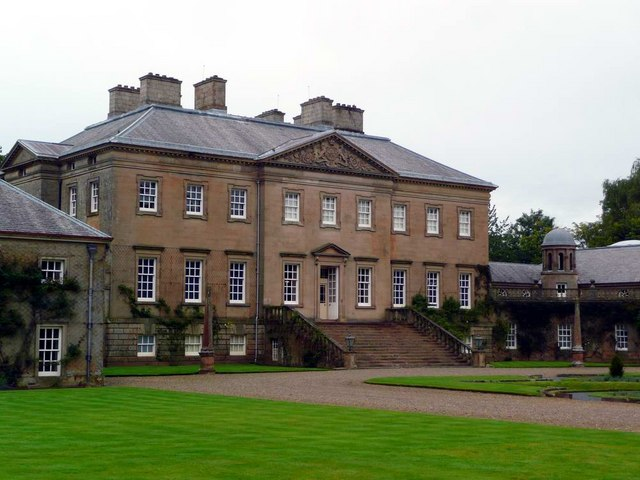
Дамфрис-хаус, первая резиденция маркиза Бьюта

Первоначально лорд Бьют воспитывался в Дамфрис-хаусе его матерью и бабушкой, но после их смерти он перешёл на попечение своего деда, Джона Стюарта, 1-го маркиза Бьюта, и путешествовал с ним по Англии и Европе . В 1809 году он был отправлен на учёбу в Крайстс-колледж в Кембридже. В течение следующих нескольких лет он посетил Средиземноморье, Скандинавию и Россию, проявляя большой интерес к земельной экономике. В течение этого периода у него развилось заболевание глаз, и он стал частично слепым, в результате чего он не мог путешествовать без посторонней помощи или переносить яркий свет, а также испытывал трудности с чтением и письмом.
Его дед по материнской линии, Патрик Макдуал-Крайтон, 4-й граф Дамфрис, умер в 1803 году, за ним последовал его дед по отцовской линии в 1814 году, когда Бьют унаследовал оба владения и добавил «фамилию» Крайтон к своей фамилии в честь лорда Дамфриса . Как следствие, он имел множество наследственных титулов и должностей: помимо того, что он был маркизом Бьютом, он был также графом Виндзором, виконтом Маунтджоем, бароном Маунт-Стюартом, бароном Кардиффом, графом Дамфрисом и Бьютом, виконтом Эр и Кингарт, бароном Крайтоном, лордом Крайтоном из Санкуара и Камнока, а также лордом Маунтстюартом, Камры и Инчмарнока, а также баронетом Новой Шотландии. Он был хранителем замка Ротсей, лордом-лейтенантом Гламоргана, лорд-лейтенантом, потомственным шерифом и коронером Бьютшира и верховным наместником Банбери.
У Бьюта было четыре основных места: Маунт-Стюарт-хаус на острове Бьют, Дамфрис-хаус в Айршире, Лутон-Ху в Бедфордшире и Кардиффский замок в Южном Уэльсе с его лондонским таунхаусом Бьют-хаус на Кэмпден-Хилл в Кенсингтоне. Маркиз Бьют предпочел жить в Маунт-Стюарт-хаусе; он не любил Лондон и ежегодно проводил в Кардиффском замке всего несколько недель. Дважды в год он путешествовал из Маунт-Стюарт-хауса через Айршир в Эдинбург, вниз через северную Англию в Лондон, а затем в Кардифф и его поместья в Южном Уэльсе.
Обеспокоенный своей растущей слепотой и не получая удовольствия от общественной жизни в Лондоне, маркиз Бьют удалился в свои поместья на острове Бьют на следующие шесть лет. 29 июля 1818 года маркиз Бьют женился на своей первой жене, леди Марии Норт (26 декабря 1793 — 11 сентября 1841). Мэри была одной из трех дочерей Джорджа Августа Норта, 3-го графа Гилфорда, и богатой наследницей. На момент замужества ей было выплачено 40 000 фунтов стерлингов, и она должна была унаследовать треть обширных имений своего отца.. Современники считали Мэри доброй и приятной женщиной, но она часто болела, и брак оказался бездетным. В 1820 году её портрет был написан Генри Реберном, а два года спустя опубликован как гравюра Уильяма Уорда . В 1827 году его тесть умер, и Мэри унаследовала земли на сумму более 110 000 фунтов стерлингов.
Историк Джон Дэвис описывает 2-го маркиза Бьюта как «сурового, отстраненного и властного человека с первого знакомства», но с «чувством ответственности, большим воображением и огромной способностью к тяжелой работе». По аристократическим стандартам того времени лорд Бьют вел затворнический образ жизни. В результате его личности и плохого зрения он не любил охоту, стрельбу или большие общественные собрания, а также скаковых лошадей и азартные игры. Болезни его первой жены усугубили это чувство исключенности из более широкого аристократического общества. По сравнению с другими землевладельцами того периода, маркиз Бьют был относительно филантропом, отдавая, например, от семи до восьми процентов своего дохода от аренды из Южного Уэльса в виде благотворительных пожертвований. Он стремился финансировать местные школы и строить новые церкви, отчасти потому, что, поступая так, он мог препятствовать любым движениям в сторону нонконформизма и упразднения официальной церкви.
В 1841 году леди Мэри умерла, и лорд Бьют винил свое чрезмерное внимание к док-программе в обострении болезни своей жены . В результате первоначального брачного соглашения Бьют продолжал получать доходы от собственности своей покойной жены до конца своей жизни, хотя официально поместья в конечном итоге перешло к сестре Мэри, леди Сьюзен, после его собственной смерти. В ноябре 1843 года пожар охватил дом Лутон-Ху, разрушив внутренние помещения; однако историческая библиотека дома сохранилась, и большая часть его знаменитой коллекции картин была спасена от пожара. Впоследствии он был продан Бьютом . С 1843 года лондонский дом Бьюта сдавался в аренду: сначала семье Ласселлса до 1856 года, затем герцогу Ратленду до 1888 года. Позже Бьют-хаус был приобретен Чарльзом Уэлд-Бланделлом, который переименовал его в Бланделл-хаус: он был снесен в 1912—1913 годах.
В 1843 году королева Виктория пожаловала маркизу Бьюту Орден Чертополоха. В 1845 году лорд Бьют упал с лошади и повредил себе глаза в результате аварии, из-за чего ему стало ещё труднее читать и писать. 10 апреля 1845 года в замке Кардифф Бьют вторым браком женился на этот раз на леди Софии Фредерике Кристине Роудон-Гастингс (1 февраля 1809 — 28 декабря 1859), дочери Фрэнсиса Роудона-Гастингса, 1-го маркиза Гастингса. София была одержима, ей трудно угодить, и она не ладила с семьей Джона, особенно с его братом. Вскоре она забеременела, но родила мертворожденного ребёнка. Второй ребёнок пары, которого они назвали Джоном, успешно родился в 1847 году.
Отношения маркиза Бьюта с его младшим братом Патриком часто были сложными. Их политические взгляды не совпадали, поскольку Патрик был гораздо более либеральным, чем Бьют, и выступал за политические реформы. Хотя Бьют организовал, чтобы Патрик стал членом парламента в 1818 году, в 1831 году их различные взгляды привели к тому, что Бьют удалил его из парламента. В течение многих лет Патрик имел все основания ожидать, что Бьют умрет бездетным, оставив ему унаследовать семейные поместья; после смерти Бьюта он оспаривал занятость Кардиффского замка с леди Софией.

## Помещик и промышленник

### Управление недвижимостью

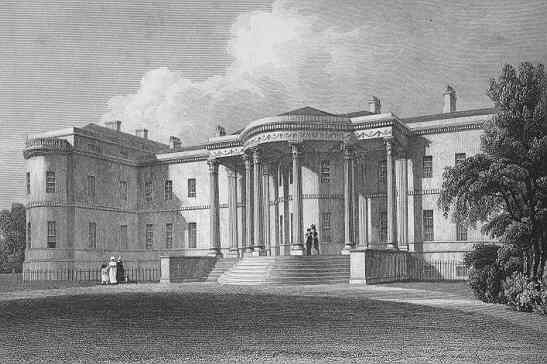
Лутон-Ху, резиденция маркиза Бьюта в Бедфордшире, до пожара

Маркиз Бьют был полон решимости развивать свои различные поместья и получать от них максимальную прибыль. Он был активным, амбициозным менеджером, быстро придумывал новые идеи для собственности, и большую часть своего времени тратил на управление своей недвижимостью . Несмотря на свое плохое зрение, он писал своим менеджерам по крайней мере шесть писем каждый день. Он хорошо разбирался в своих поместьях и предприятиях; он пытался не отставать от дел в Гламоргане, например, читая местные валлийские газеты из своего дома в Шотландии и обмениваясь письмами с влиятельными местными деятелями. Маркиз Бьют признал, что его земельные владения слишком обширны и несопоставимы, чтобы ими было легко управлять, и попытался их рационализировать. Он попытался продать свои поместья в Лутоне в начале 1820-х годов, но не смог получить адекватную цену; он успешно продал их в начале 1840-х годов. Лутон и Лутон-Ху был окончательно продан в 1845 году, к тому времени занимая около 3600 акров (1500 га).
Что необычно для аристократа того времени, лорд Бьют владел почти всеми своими землями полностью, поскольку владелец имел простую плату, вместо того, чтобы его права были размыты договоренностями с попечителями. Когда он женился в 1818 году, лорд Бьют передал свои владения в Англии и Уэльсе в распоряжение опекунов для будущих детей, но это соглашение истекло со смертью леди Мэри в 1842 году; когда он снова женился в 1845 году, было заключено аналогичное соглашение о попечительстве, хотя в этой версии имения Гламоргана управлялись отдельно от других его владений в Англии и Уэльсе. Маркиз Бьют продолжал лично управлять своей сетью владельцев имений и управляющих имуществом, которому помогал Онисифер Брюс, адвокат-агент и близкий друг.
Ещё в 1815 году маркиз Бьют полностью обследовал свои поместья в Гламоргане, что показало, что поместья были заброшены в течение многих лет и сейчас находятся в плачевном состоянии. Эдвард Ричардс стал старшим должностным лицом, отвечающим за поместья, к 1824 году и представлял Бьюта как в поместьях, так и в политических делах по всему региону. Несмотря на это, Бьют сохранил за собой окончательную власть даже по довольно незначительным вопросам в поместьях, включая принятие решений о пуговицах, которые будут использоваться на местной школьной форме, или повторное использование сломанного флагштока, например, что может привести к значительным задержкам, поскольку письма были отправлены между Южным Уэльсом и Шотландией. По мере того, как усложнялось владение в Гламоргане, было назначено больше чиновников для помощи в управлении доками, фермами и минеральными ресурсами, но все они отчитывались отдельно перед лордом Бьютом, что оказывало все большее давление на маркиза.
На острове Бьют маркиз расширил свои владения, купив земли в Аскоге, Килмахалмаге и Эттерик-Милле.

### Гламорганшир

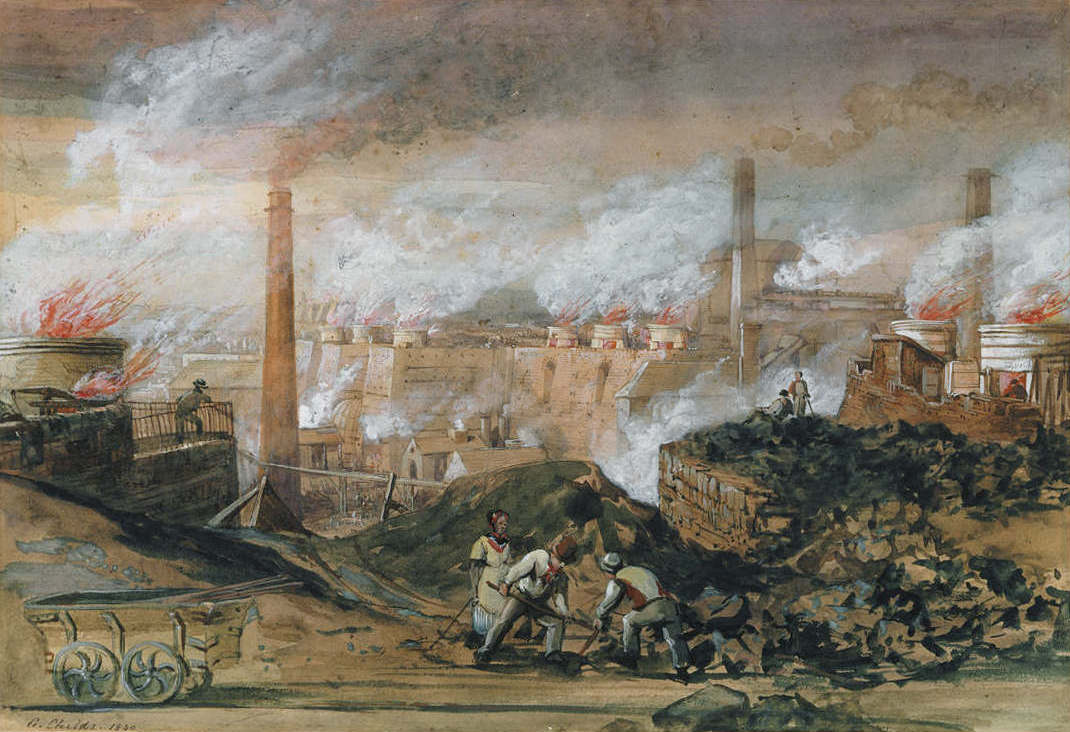
Чугунолитейныйзавод Доули, одно из различных предприятий, в котором участвовал маркиз Бьют

Бьют принимал активное участие в развитии Гламорганшира в первой половине XIX века. За короткий период в регионе произошли колоссальные экономические и социальные изменения. Население почти утроилось за первые сорок лет столетия, а объём промышленного производства резко вырос: с 1796 по 1830 год производство чугуна увеличилось с 34 000 до 277 000 тонн. Промышленность и горнодобывающая промышленность заменили сельское хозяйство в качестве основных источников работы . Двигаясь вперед и реагируя на эти изменения, Бьют превратил свое поместье в Южном Уэльсе в крупное промышленное предприятие.
Земельные владения Бьюта в Гламоргане были разбросаны по графству, и он предпринял шаги по их объединению, продав около 1800 акров (730 га) некоторых отдаленных участков на западе и вложив значительные средства в покупку 4600 акров (1900 га) земли вокруг Кардиффа в 1814—1826 годах. Рост цен на землю и стоимость доков положили конец этому расширению. Оценка рентабельности поместья Гламорган затруднительна из-за того, как составлялась отчетность за этот период, но оценки показывают, что после того, как были учтены покупки земли и стоимость строительства дока, поместья стоили маркизу намного больше, чем они поставляли доход. Маркиз Бьют много занимал; он унаследовал долги в размере 62 500 фунтов стерлингов, но к моменту своей смерти он был должен 493 887 фунтов стерлингов. Финансирование и поддержание этого долга было трудным, особенно в начале 1840-х годов, когда кредит было трудно получить, и Джон Крайтон-Стюарт был вынужден манипулировать кредиторами и различными кредитными линиями. Он считал, что в конечном итоге его инвестиции принесут богатую прибыль, и в 1844 году отметил, что «хорошо оценивает перспективы моего дохода на расстоянии».

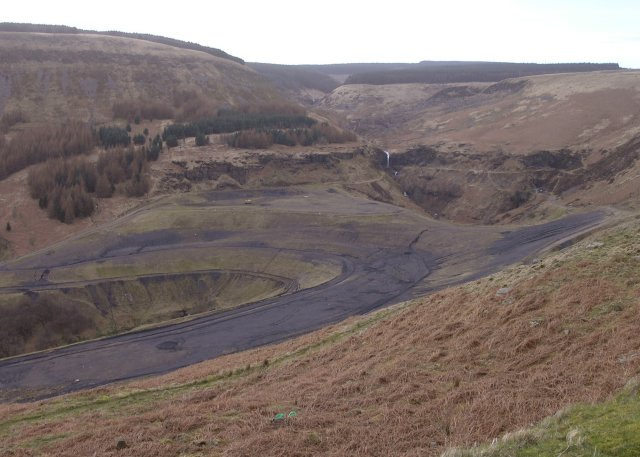
Остатки рудника Ригос, когда-то принадлежавшего маркизу Бьюту

Экономический рост в Южном Уэльсе привел к росту спроса на новое жилье для растущей рабочей силы. Маркиз Бьют не был готов продать какую-либо из своих земель под жилье и сам не видел большой прибыли в строительстве и аренде жилья, но был готов арендовать землю в растущих городских районах и горнодобывающих общинах для освоения земель . Первоначально он попытался договориться об аренде на 63 года, что дало бы его преемникам дополнительную, раннюю гибкость в том, как они управляли землей, но они оказались непопулярными, поэтому он вернулся к предложению более типичных договоров аренды на 99 лет. Ни один из контрактов, предложенных Бьютом, не позволял арендатору покупать право собственности или автоматически продлевать аренду в конце этого срока, что в конечном итоге привело к существенным политическим трудностям для третьего и четвёртого маркизов, когда в конце 19-го и начале 20-го века была буря жалоб . Лорд Бьют оставил стиль ранних разработок на усмотрение арендаторов, но был обеспокоен плохими результатами. Затем Бьют начал лично утверждать проекты новых зданий, проложив несколько больших улиц в центре Кардиффа и сохранив открытые площадки для возможного использования в качестве парков . Однако в канализацию и дренажные системы для его новых разработок было вложено очень мало денег, и расследование, проведенное в 1850 году, показало, что это привело к вспышкам холеры по всему городу.
В начале XIX века научные исследования начали указывать на то, что долины Гламоргана были богаты залежами угля . Лорд Бьют, который уже владел угольными шахтами в графстве Дарем, заказал дальнейшие исследования в 1817 и 1823—1824 годах, которые показали, что потенциально можно получить огромную прибыль от запасов, как от угля, находящегося под собственными землями Бьюта, так и от угля, находящегося под общими землями в регионе, на который Бьют мог претендовать через свои феодальные титулы. Бьют приступил к консолидации своих прав и существующих инвестиций в конце 1820-х и 1830-х годах, приобретя при этом обширные права на угольные месторождения. Лорд Бьют основал и управлял несколькими коллекциями — такими, как та, что в Ригосе — напрямую, но, учитывая инвестиционные затраты и внимание, которое они уделяли, как правило, предпочитал сдавать в аренду свои угольные месторождения и вместо этого требовать роялти за добытый уголь . Арендаторами могут быть железоделательные мастера, которые использовали уголь в своих собственных операциях, или владельцы шахт, которые продавали уголь промышленным или бытовым потребителям . Прибыль увеличилась с 872 фунтов стерлингов во второй половине 1826 года до 10 756 фунтов стерлингов в 1848—1849 годах.

### Кардиффские доки

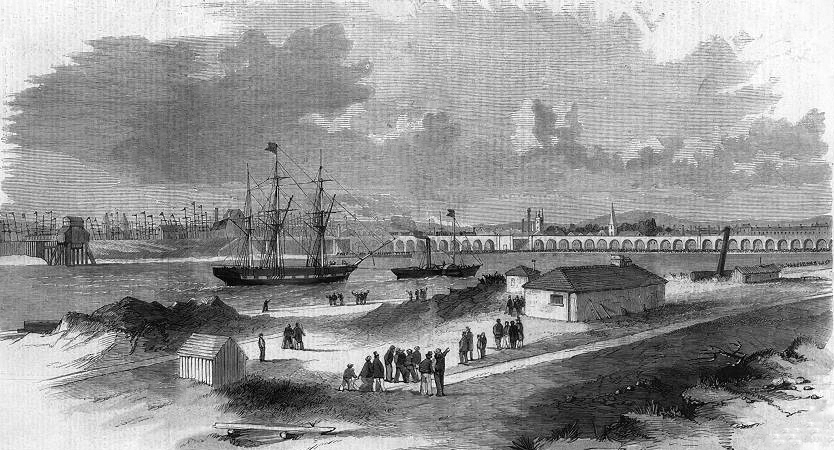
Часть Кардиффских доков в 1859 году

В 1822—1848 годах маркиз Бьют сыграл центральную роль в создании Кардиффских доков. Эта идея была впервые выдвинута лорду Бьюту одним из его сотрудников в 1822 году, который предположил, что при правильных инвестициях Кардифф может быть преобразован в крупный порт для экспорта угля и железа . Существующий морской порт, используемый каналом Гламорганшир, был небольшим и неэффективным. Новый порт затем обеспечил бы прямую отдачу Бьют от тарифов на доставку, повысил бы стоимость его земель в самом Кардиффе и увеличил бы стоимость лицензионных платежей, которые он мог бы взимать со своих угольных месторождений. Первоначально Бьют выступал против планов строительства доков, выдвинутых местными мастерами по производству железа, но затем передумал и вскоре после этого выдвинул свой собственный план.
Первый этап состоял в том, чтобы построить новый док и соединительный канал в Кардиффе, что сделало канал Гламорганшир избыточным в процессе, по оценкам, стоимостью 66 600 фунтов стерлингов, что считается оппонентами «дикой спекуляцией» . Парламентское разрешение было получено в 1830 году, несмотря на противодействие местных компаний по производству железных изделий . Проект оказался более сложным, чем первоначально планировалось, из-за чего маркиз Бьют стал раздражительным и сердитым почти на всех своих коллег, но док успешно открылся в 1839 году. Однако затраты на строительство доков оказались намного больше, чем предполагалось. Вместо первоначальной оценки, стоимость строительства возросла до £350,000, достигнув £10 000 в месяц в 1837 году. Лорду Бьюту пришлось заложить свои местные поместья, чтобы собрать суммы, необходимые для завершения проекта. Что ещё хуже, когда они впервые открыли доки, они не получили ожидаемого трафика, особенно от более крупных кораблей; Бьют приписал это коалиции мастеров железа и других, намеревающихся погубить его.
В ответ маркиз Бьют оказал коммерческое давление на судоходные компании, чтобы те покинули Гламорганширский канал, и использовал свои феодальные права, чтобы заставить грузоотправителей перенести свои пристани в его доки . Его усилия окупились, и хотя объём торговли через доки в 1839 году составил всего 8000 тонн, затем они быстро выросли, достигнув 827000 тонн к 1849 году . В 1841—1848 годах доки принесли валовой доход чуть менее 68 000 фунтов стерлингов, что является относительно неутешительной цифрой по сравнению с размером инвестиций. Следующие маркизы Бьют оказывались под огромным давлением, чтобы продолжать инвестировать и расширяться в доки и последующие этапы строительства в ближайшие десятилетия.

## Политика

### Национальные вопросы

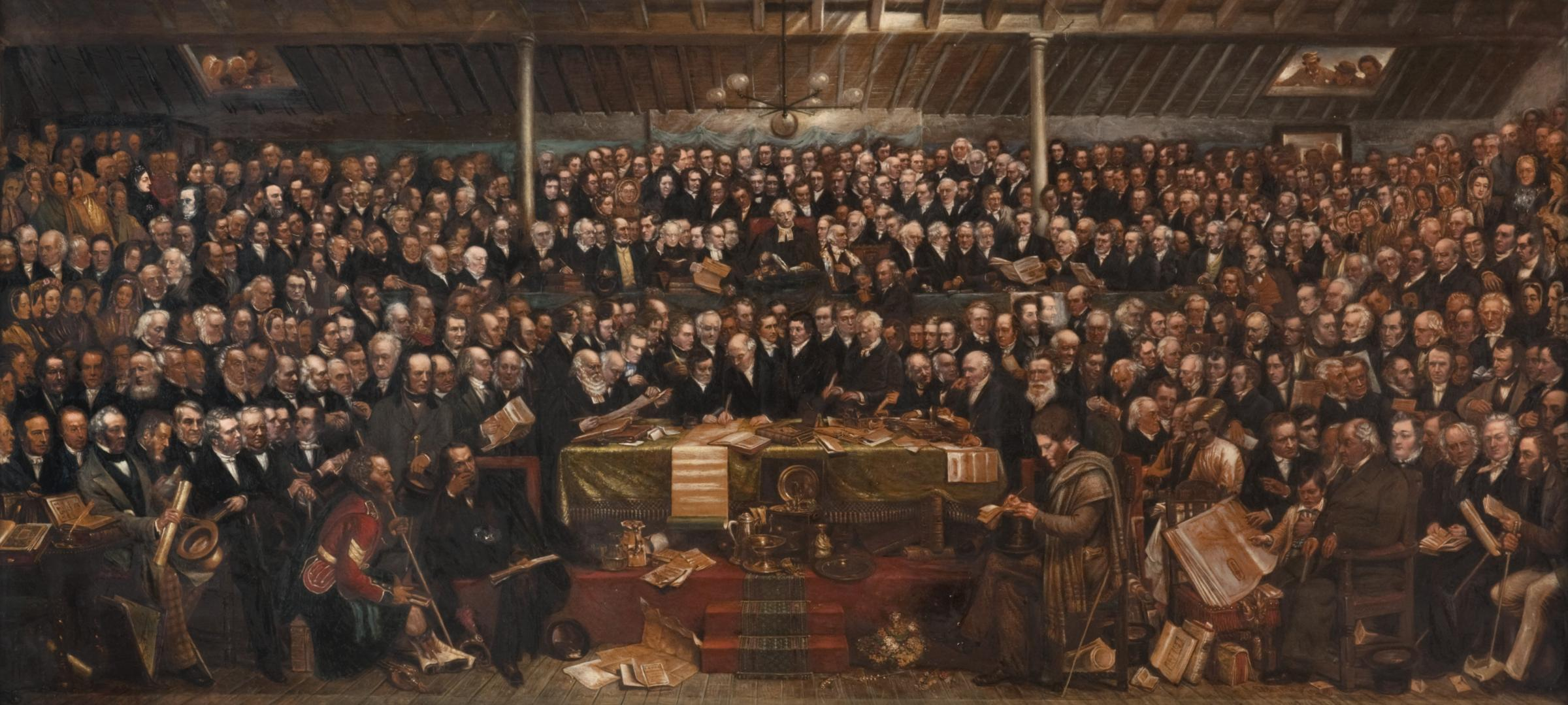
Маркиз Бьют был верховным комиссаром Её Величества во время «Разрушения»

Маркиз Бьют родился в дореформенной системе правления в Британии. Британский парламент был разделен на наследственную уордов и избранную Палату общин, но системы голосования широко варьировались по всей Англии, и во многих случаях право голоса было предоставлено лишь очень небольшому числу местных жителей. Некоторые члены Палаты лордов, называемые «покровителями», часто контролировали эти «закрытые» или «назначенные» места в Палате общин, эффективно назначая своих собственных кандидатов . Критика системы, возглавляемая вигами, вырос в течение первой половины жизни лорда Бьюта.
Маркиз Бьют был членом Палаты лордов, мог голосовать по национальным делам, но у него была репутация человека, который не присутствовал на заседаниях, если только не голосовал по вопросам, касающимся его имущества или деловых интересов. Когда он все-таки голосовал, то обычно как умеренный консерватор, а сам Бьют называл себя последователем герцога Веллингтона, к тому времени ведущего политика от партии тори . Джон Крайтон-Стюарт был сторонником католической эмансипации, выступал против рабства, нового закона о бедных и правил игры . Как и герцог Веллингтон, он был сторонником отмены хлебных законов. Однако он яростно выступал против избирательной реформы и любых попыток ликвидировать англиканскую церковь или Шотландию. Бьют твердо придерживался мнения о необходимости поощрять бедных к работе и выступал за переселение ирландской бедноты с материка обратно в Ирландию. Он был заведомо плохим оратором.
В дополнение к своей личной роли в парламенте, маркиз Бьют стремился контролировать голоса членов Палаты общин, в первую очередь для обеспечения принятия законодательства, затрагивающего его деловые интересы. Первоначально на острове Бьют был только 21 избиратель, в которых доминировало его частное поместье, но он вернул только члена парламента на альтернативных выборах, а его поместья в Лутоне были слишком ограничены, чтобы позволить ему влиять на избирательный процесс там. Лучшим оставшимся вариантом для Бьюта был контроль за голосованием в Кардиффе, но даже здесь ему пришлось тщательно выбирать своего кандидата и оказывать тщательное финансовое давление посредством контроля за арендой и арендной платой, чтобы обеспечить их избрание.
В 1832 году Закон о избирательной реформе был принят парламентом, расширив электорат по всей стране. Электорат острова Бьют вырос до 300 и приобрел постоянного члена парламента, все ещё контролируемого Бьютом . В Кардиффе в результате этого закона произошло кратковременное снижение числа его избирателей, и лорд Бьют извлек выгоду из предоставления права голоса многим из его более богатых сельскохозяйственных арендаторов. После реформ Бьют тайно спонсировал создание консервативной газеты Glamorgan Monmouth and Brecon Gazette and Merthyr Guardian, чтобы увеличить поддержку по всей стране, и компенсировал свои потери в течение многих лет.
С 1842 по 1846 год маркиз Бьют исполнял обязанности Верховного комиссара королевы Виктории при Генеральной ассамблее Шотландской церкви. Он был известен своей щедростью как хозяин в этой роли. Он занимал этот пост во время раскола в Шотландской церкви, известного как «разрушение», когда многие служители Церкви откололись от существующей Церкви, чтобы сформировать Свободную церковь. Бьют занял твердую позицию по этому вопросу: когда его главный садовник в Маунт-Стюарт-хаусе присоединился к Свободной церкви, его немедленно уволили, а когда священник в одной из церквей Бьюта на севере острова попытался провести там бесплатную церковную церемонию, лорд Бьют потребовал вернуть ключи от церкви и закрыть собственность.

### Южный Уэльс

#### Восстановление полномочий
Маркиз Бьют был полон решимости контролировать местное правительство вокруг Кардиффа, считая это частью своих прав и обязанностей как крупного землевладельца и аристократа . Однако, унаследовав свое поместье, он оказался в сложной политической ситуации. Власть маркизов Бьют в Гламорганшире в конце XVIII века ослабла, и управление их политическими интересами на долгие годы было оставлено в руках Джона Вуда, местного поверенного, семья которого была вовлечена в местную политику со своими собственными делами. Гламорган также был политически расколот между фракциями на западе и востоке графства, с большей частью имений Бьюта в восточной половине. Резиденция Бьюта в этом районе, замок Кардифф, был недоукомплектован персоналом и считался непригодным для проживания; следовательно, ему не хватало легкого местного покровительства, которое было бы обеспечено крупным, должным образом функционирующим учреждением.
Между маркизом Бьютом и новыми промышленниками региона, в том числе с такими мастерами по производству железа, как Джон Гест, хозяин металлургического завода в Дауле, возникла напряженность. Бьют был финансовым конкурентом или арендодателем со многими из этих людей и стремился добиться как можно более выгодной сделки в своих переговорах с ними. У него также были политические разногласия: он считал себя доброжелательным феодалом Южного Уэльса и воспринимал местных мастеров железа как высокомерных, властолюбивых людей, злоупотребляющих своей экономической властью по отношению к общинам и рабочим.
Тем не менее, маркиз Бьют смог лично назначить констебля Кардиффского замка, а констебль по закону действовал как эффективный мэр Кардиффа, руководил городским советом и имел широкие полномочия при назначении местных чиновников. Он унаследовал титул лорда-лейтенанта графства в 1815 году, что дало ему право рекомендовать назначения новых магистратов и различные другие гражданские должности; потенциальным кандидатам на эти посты было рекомендовано голосовать за представителей Бьюта на выборах. В 1825 году он стал главнокомандующим Королевской Гламорганской милиции и использовал эту власть, чтобы приказать ополчению голосовать за его кандидатов. Те, кто публично проголосовал против Бьюта, столкнулись с прекращением благотворительных пожертвований и поддержки. Его более поздний контроль над доками Кардиффа также помог обеспечить покровительство и повлиять на поведение избирателей.
В 1817 году Джон Вуд умер в разгар финансового скандала, и маркиз Бьют решил назначить двух своих соперников на должности констебля и городского клерка Кардиффа. Это подтвердило бы право Бьюта изменить назначения и сломало бы власть семьи Вуда на местном уровне, но спровоцировало бурю местных политических споров. Семья Вуд обратилась к Бьюту, утверждая, что он должен отказаться от своих требований контролировать местные валлийские дела из Шотландии. В ответ Бьют попытался сокрушить банк семьи Вуд и набросился на городской совет со своими назначенцами в начале 1818 года. Вуды успешно подали в суд, оспаривая полномочия Бьюта на такие действия, и этим летом вспыхнуло насилие против Бьюта, в результате которого были арестованы специальные констебли, назначенные Бьютом . Фракция, выступающая за Бьюта, в Кардиффе собралась, и Вуды потерпели поражение на парламентских выборах в том же году, результаты подтвердили власть Бьюта над городским советом.

#### Мертирское восстание

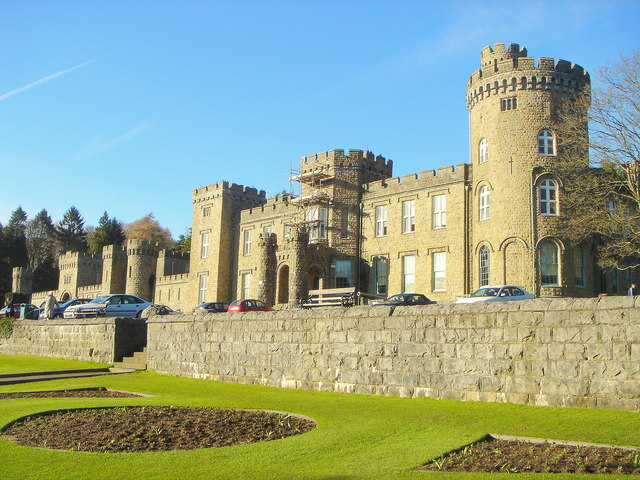
Замок Кувартфа

Лорд Бьют сыграл роль в случае Мертирского восстания, крупного вооружённого промышленного протеста, который произошёл в Мертир-Тидвиле в Южном Уэльсе в 1831 году. Политическая напряженность среди рабочего класса в Гламоргане выросла в 1820-х годах: хотя заработная плата была впечатляющей по современным стандартам в хорошие годы они быстро ухудшались во время депрессий, ввергая многих в нищету; стандарты санитарии и здравоохранения в быстрорастущих промышленных сообществах были ужасающими, уровень детской смертности был чрезвычайно высоким. 1831 год стал годом серьёзной экономической депрессии, когда заработная плата быстро упала, цены на продукты питания выросли, а также поступило множество жалоб на местные долговые суды и их судебных приставов. В национальном масштабе движение за реформу избирательной системы выражало значительные протесты, и протесты против хлебных законов, которые поддерживали высокие цены на продукты питания, росли. В Южном Уэльсе с этими движениями были связаны несколько крупных производителей железа, которые продвигали реформы под руководством вигов, пришедших к власти в период с апреля по июнь 1831 года.
К концу 1830 года и, конечно, к весне 1831 года неприятности в Южном Уэльсе выглядели вероятными, и, вероятно, в ответ на это Бьют нарушил свои обычные годовые планы и в мае отправился на юг из Шотландии в замок Кардифф. С учётом того, что законопроект о реформе выглядит вероятным, напряженность между различными политическими фракциями в Гламорганшире возросла и вопрос о том, как следует распределить потенциальные новые места в парламенте, особенно между Бьют и его консервативными союзниками, Кроушем и Гестом. В мае в Мертир-Тидфиле, одном из крупнейших промышленных сообществ, произошли радикальные демонстрации, и толпа подожгла изображения консервативных политиков. Вспыхнуло насилие, и 10 мая были произведены аресты; разъяренная толпа освободила заключенных, и местные власти фактически потеряли всякий контроль над городом . 30 мая последовало всеобщее восстание.
Два местных магистрата, Дж. Брюс и Энтони Хилл, застряли в Замковой гостинице в Мертир-Тидвиле. Они привели к присяге около 70 человек в качестве специальных констеблей, но радикальные толпы значительно превосходили их численностью. Брюс написал срочное письмо Бьюту в Кардиффский замок, в котором просил срочно посоветовать, следует ли вызывать вооружённые силы, и спрашивал, подготовил ли маркиз ополчение к действиям. Огромные толпы людей двинулись на местный металлургический завод, останавливая производство. В тот же день сообщения от Мертир-Тидвилла дошли до Бьюта, который начал собирать восточные и центральные отряды йоменской милиции и транспорт, готовый к развертыванию. Бьют задержался до утра, надеясь услышать лучшие новости, но посыльные получили более отчаянные новости от Брюса и Хилла, и йомены были отправлены. Тем временем отряд 93-го пехотного полка в составе 80 солдат прибыл в Замковый трактир из Брекона. Бьют продолжал письменно информировать Уайтхолл о событиях.
Утром 3 мая отряд 93-го пехотного полка достиг Касл-Инн, где к магистратам присоединились авторитетные деятели города, назначенные констеблями, включая главного шерифа и большинство мастеров железа. Снаружи толпы радикалов выросли, по оценкам, до 7000-10000 человек . Напряженность тревожно возросла, и Акт о беспорядках читался на английском и валлийском языках. Вспыхнуло насилие, толпы попытались захватить оружие солдат, и солдаты ответили залпами мушкетного огня . Рабочие классы города взорвались гневом и принялись обыскивать регион в поисках оружия . Посыльный сбежал из гостиницы, чтобы добраться в Кардиффе к Бьюту, который приступил к мобилизации всех оставшихся вооружённых сил, которые у него были. Бьют также отправил подполковника милиции Ричарда Моргана в Мертир, чтобы заменить командира 93-го пехотного полка, который был тяжело ранен.
Мужчины в Замковой гостинице отступили к Пенидаррен-хаусу, к которым присоединились первоначальные подкрепления из йоменов, в результате чего численность истеблишмента составила около 300 человек, не все из них были вооружены и могли сражаться. Они сталкивались со все более хорошо вооружёнными повстанцами, и лорд Бьют все больше беспокоился о качестве сопротивления, с которым сталкиваются его люди. Бьют послал шпионов в повстанческое движение, и близлежащий замок Кувартфа был задействован в качестве наблюдательного пункта. Бьют мобилизовал военных пенсионеров и использовал их, чтобы начать привозить в Пенидаррен-хаус дополнительное оружие из Кардиффа; Однако ему посоветовали быть осторожным на случай, если грузы попадут в руки повстанцев . Силы Моргана смогли предотвратить проникновение радикальных толп в Пенидаррен или Кифарту, а Бьют арестовал потенциальных повстанцев в Кардиффе.
16 мая Морган был в состоянии двинуться вперед в Мертире, продвигаясь вперед и пользуясь плохой связью между различными элементами повстанческого движения. Восстание прекратилось, и в течение следующих нескольких дней власти восстановили контроль, произведя аресты и заставив рабочих вернуться к работе. Правительство начало расследование инцидента, и маркиз Бьют, среди прочего, предоставил Уайтхоллу анализ и отчеты. После этого Ричард Льюис, один из радикальных толпы, был повешен в Кардиффе. Казнь вызвала споры, и неизвестно, одобрил ли это решение лорд Бьют, который к тому времени уехал для участия в парламенте в Лондоне.

#### Последующие годы
Опасения по поводу возможных вспышек насилия сохранялись в течение многих лет. Чартизм стал заметным в регионе в конце 1830-х годов, снова вызвав у Бьюта серьёзные опасения в 1839 году и побудив его поощрять мобилизацию вооружённых сил для борьбы с угрозой. Бьют начал выступать за создание полицейских сил для подавления проблем в северных долинах, на этот раз объединившись с местными мастерами по металлу, чтобы преодолеть сопротивление сельских жителей этой схеме. В 1841 году этот план был одобрен магистратами Гламоргана, и в том же году был учрежден главный констебль и штаб.
В 1835 году парламентский акт реформировал структуру местного самоуправления, впервые представив новую структуру городской корпорации с избранным мэром. Маркиз Бьют должен был усерднее работать, чтобы сохранить свое влияние в новой корпорации, используя различные рычаги влияния, находящиеся в его распоряжении. Он добился успеха, и на практике выборные должностные лица и советники контролировались Бьютом и его интересами.

## Смерть

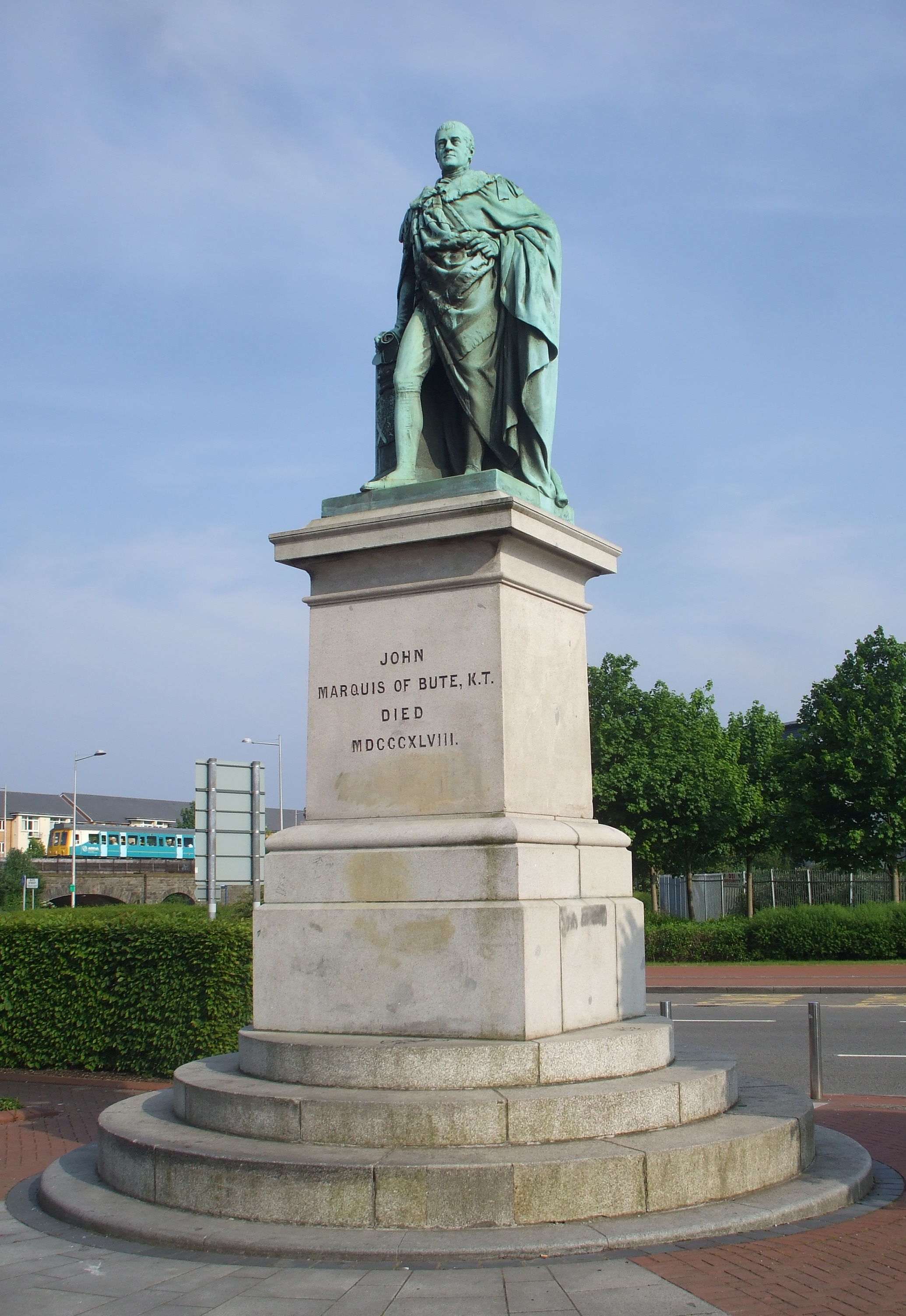
Статуя 2-го маркиза Бьюта на Каллаган-сквер, Кардифф

Маркиз Бьют скончался в Кардиффе 18 марта 1848 года и был похоронен в Киртлинге вместе со своей первой женой Мэри. На его похоронах присутствовал 31 экипаж, и они собрали большие толпы людей, хотя его похороны были отвергнуты местными мастерами по металлу. Национальная пресса мало освещала его смерть, но местная Daily Chronicle отметила необычное достижение Бьюта в создании промышленной базы его имений в Южном Уэльсе и особенно высоко оценила его роль в строительстве доков Кардиффа. Доки Кардиффа, открытие которых в 1837 году заставило прессу восхвалять лорда Бьюта как «создателя современного Кардиффа», продолжали преобразовывать город на протяжении всего века. Они также стали бы финансовым обязательством перед преемниками Бьюта, расходы на постоянные инвестиции, необходимые для поддержания и развития предприятий, частично компенсируя огромные прибыли, которые сын Бьюта получал от угольных месторождений Южного Уэльса.
По всему Гламоргану была собрана подписка на оплату скульптуры, которая была установлена из него в 1853 году на Хай-стрит Кардиффа, за пределами ратуши. В 2000 году статуя, самая старая в Кардиффе, была перенесена на Бьют-сквер, но в 2002 году это место было переименовано в Каллаган-сквер, что привело к предложениям местных властей о том, что статую Бьюта, возможно, лучше перенести ещё раз, возможно, за пределы Кардиффского замка.